# Clasificación para el Campeonato Femenino Sub-17 de la AFC de 2024
La clasificación para el Campeonato Femenino Sub-16 de la AFC 2024 fue una competencia de fútbol femenino para menores de 17 años que definió a los equipos participantes del Campeonato Femenino Sub-17 de la AFC de 2024.
De las 47 federaciones miembro de la AFC, un total de 29 equipos participaron en la competencia. Japón, Corea del Norte y China automáticamente clasificados para el torneo final por su posición como los tres mejores equipos de la clasificación para el Campeonato Femenino Sub-16 de la AFC 2019 y, por lo tanto, no participaron en la etapa de clasificación.
El sorteo de la primera ronda de las eliminatorias se llevó a cabo el 3 de noviembre de 2022 a las 16:00 MYT (UTC+8), en la AFC House en Kuala Lumpur, Malasia.

### Información relevante
De las 47 asociaciones miembros de la AFC, un total de 33 equipos participaron en la competencia. Corea del Norte, Corea del Sur y Japón no participan de esta etapa debido a que ocuparon los tres primeros lugares en la edición pasada. Respecto de Tailandia a pesar de estar clasificada por ser la anfitriona decidió participar de la primera etapa eliminatoria y debido a que ganó su grupo, la selección subcampeona avanzó a la segunda etapa. Cinco equipos (Baréin, Bután, Indonesia, Emiratos Árabes Unidos e Irak) se han retirado desde que se realizó el sorteo de los Clasificatorios en noviembre de 2022, dejando a los equipos restantes divididos en ocho grupos de tres.

### Elegibilidad del jugador
Las jugadoras nacidas entre el 1 de enero de 2007 y el 31 de diciembre de 2009 fueron elegibles para participar en el Campeonato Femenino Sub-17 de AFC 2024. 

### Formato
En cada grupo, los equipos jugaron entre sí una vez en un lugar centralizado.
- En la primera ronda, las ocho ganadoras de grupo avanzan a la segunda ronda. Sin embargo, Indonesia no avanza a la segunda ronda por ser anfitriona. Sus partidos tampoco se tendrán en cuenta al calcular la clasificación del grupo.
- En la segunda ronda, quienes ocupen el primer y segundo lugar de los dos grupos se clasifican para el torneo final para unirse a los cuatro equipos clasificados automáticamente.[5]

## Primera Ronda

### Sorteo
El sorteo clasificatorio de la primera fase se realizó el 3 de noviembre de 2022 en Kuala Lumpur, Malasia, que es la sede de la AFC.
Los partidos fueron programados entre el 22 y el 30 de abril de 2023.

### Grupo A
País anfitrión: Tailandia
•	Las horas indicadas son UTC+7
•	Indonesia competirá en las eliminatorias, pero sus partidos no se tendrán en cuenta al calcular la clasificación del grupo.
| Equipo                   | Pts | PJ | PG | PE | PP | GF | GC | Dif | Clasificados  |
| ------------------------ | --- | -- | -- | -- | -- | -- | -- | --- | ------------- |
| Tailandia                | 6   | 2  | 2  | 0  | 0  | 22 | 0  | 22  | Segunda ronda |
| Malasia                  | 3   | 2  | 1  | 0  | 1  | 5  | 12 | -7  |               |
| Islas Marianas del Norte | 0   | 2  | 0  | 0  | 2  | 1  | 16 | -15 |               |

| 26 de abril de 2023, 20:30 | Islas Marianas del Norte | 0:11    | Tailandia                                                                                                | Estadio de la ciudad de Buriram, Buriram |                                       |
|                            |                          | Reporte | - Chirarak 7' - Rinyaphat 14', 40', 44', 81' - Sasi 17', 24', 54+2', 56' - Matika 76' - Aunchidtha 90+3' | Árbitro(s): Cha Minji (Corea del Sur)    | Árbitro(s): Cha Minji (Corea del Sur) |

| 28 de abril de 2023, 20:30 | Malasia                               | 5:1     | Islas Marianas del Norte | Estadio de la ciudad de Buriram, Buriram |                              |
|                            | - Lole 11', 35', 81', 84' - Adlin 89' | Reporte | - A. Chavez 29'          | Árbitro(s): Om Choki (Bután)             | Árbitro(s): Om Choki (Bután) |

| 30 de abril de 2023, 20:30 | Tailandia | 11:0    | Malasia | Estadio de la ciudad de Buriram, Buriram |                                        |
|                            | - Rinyaphat 7' - Chirarak 11', 58' - Prichakorn 16', 19', 47' - Achiraya 39' - Casteen 49' - Pinyaphat 65', 74' - Phatcharaphorn 84' | Reporte |         | Árbitro(s): Rebecca Durcau (Australia)   | Árbitro(s): Rebecca Durcau (Australia) |

### Grupo B
País anfitrión: Mongolia
•	Las horas indicadas son UTC+8
| Equipo       | Pts       | PJ        | PG        | PE        | PP        | GF        | GC        | Dif       | Clasificados  |
| ------------ | --------- | --------- | --------- | --------- | --------- | --------- | --------- | --------- | ------------- |
| Australia    | 6         | 2         | 2         | 0         | 0         | 14        | 0         | 14        | Segunda ronda |
| China Taipéi | 3         | 2         | 1         | 0         | 1         | 3         | 3         | 0         |               |
| Mongolia     | 0         | 2         | 0         | 0         | 2         | 0         | 14        | -14       |               |
| Bután        | Se retiró | Se retiró | Se retiró | Se retiró | Se retiró | Se retiró | Se retiró | Se retiró | Retirado      |

| 24 de abril de 2023, 15:00 | Mongolia | 0:11    | Australia | MFF Football Centre, Ulaanbaatar,         |                                           |
|                            |          | Reporte | - Groidis 1' - Kuilamu 19' - Younis 24' - Meyers 45+1', 87' - McMahon 45+3' - Fuller 49', 69', 82', 90+4' - Kiceec 89' | Árbitro(s): Supiree Testhomya (Tailandia) | Árbitro(s): Supiree Testhomya (Tailandia) |

| 26 de abril de 2023, 15:00 | China Taipéi                                                | 3:0     | Mongolia | MFF Football Centre, Ulaanbaatar, |                                   |
|                            | - Wu Ya-yu 40' (pen.) - Chen Yu-chin 55' - Chuan Tzu-yu 72' | Reporte |          | Árbitro(s): Asaka Koizumi (Japón) | Árbitro(s): Asaka Koizumi (Japón) |

| 28 de abril de 2023, 15:00 | Australia                                  | 3:0     | China Taipéi | MFF Football Centre, Ulaanbaatar, |                                   |
|                            | - Brooking 25' - Williams 58' - Dale 90+4' | Reporte |              | Árbitro(s): Asaka Koizumi (Japón) | Árbitro(s): Asaka Koizumi (Japón) |

### Grupo C
País anfitrión: Vietnam
•	Las horas indicadas son UTC+7
| Equipo     | Pts       | PJ        | PG        | PE        | PP        | GF        | GC        | Dif       | Clasificados  |
| ---------- | --------- | --------- | --------- | --------- | --------- | --------- | --------- | --------- | ------------- |
| Vietnam    | 6         | 2         | 2         | 0         | 0         | 8         | 0         | 8         | Segunda ronda |
| Uzbekistán | 3         | 2         | 1         | 0         | 1         | 2         | 4         | -2        |               |
| Palestina  | 0         | 2         | 0         | 0         | 2         | 1         | 7         | -6        |               |
| Baréin     | Se retiró | Se retiró | Se retiró | Se retiró | Se retiró | Se retiró | Se retiró | Se retiró | Retirado      |

| 22 de abril de 2023, 16:00 | Palestina | 0:5 | Vietnam | Vietnam YFTC Field N° 3, Hanoi         |                                        |
|                            |           |     | - Do Thi Thuy Nga 10' - Dau Nguyen Quynh Anh 36' - Nguyen Thu Trang 39' - Nguyen Ngo Thao Nguyen 53' - Nguyen Thi Quynh Anh 60' | Árbitro(s): Thein Thein Aye (Birmania) | Árbitro(s): Thein Thein Aye (Birmania) |

| 24 de abril de 2023, 16:00 | Uzbekistán                         | 2:1 | Palestina      | Vietnam YFTC Field N° 3, Hanoi          |                                         |
|                            | - Aminjonova 7' - Egamberdieva 26' |     | - Khoury 45+3' | Árbitro(s): Pansa Chaisanit (Tailandia) | Árbitro(s): Pansa Chaisanit (Tailandia) |

| 26 de abril de 2023, 16:00 | Vietnam                                                                       | 3:0 | Uzbekistán | Vietnam YFTC Field N° 3, Hanoi         |                                        |
|                            | - Ngan Thi Thanh Hieu 10' - Truong Thi Hoai Trinh 72' - Nguyen Thi Thuong 76' |     |            | Árbitro(s): Thein Thein Aye (Birmania) | Árbitro(s): Thein Thein Aye (Birmania) |

### Grupo D
País anfitrión: Singapur
•	Las horas indicadas son UTC+8
| Equipo                 | Pts       | PJ        | PG        | PE        | PP        | GF        | GC        | Dif       | Clasificados  |
| ---------------------- | --------- | --------- | --------- | --------- | --------- | --------- | --------- | --------- | ------------- |
| Bangladés              | 6         | 2         | 2         | 0         | 0         | 9         | 0         | 9         | Segunda ronda |
| Singapur               | 3         | 2         | 1         | 0         | 1         | 7         | 3         | 4         |               |
| Turkmenistán           | 0         | 2         | 0         | 0         | 2         | 0         | 13        | -13       |               |
| Emiratos Árabes Unidos | Se retiró | Se retiró | Se retiró | Se retiró | Se retiró | Se retiró | Se retiró | Se retiró | Retirado      |

| 26 de abril de 2023, 20:00 | Turkmenistán | 0:6 | Bangladés                                                                             | Estadio Jalan Besar, Kallang           |                                        |
|                            |              |     | - Das 2' - Rita 5' - R. Akter 38' - Marma 52' - Prity 60' (pen.) - T. Rani 82' (pen.) | Árbitro(s): Doumouh Al Bakkar (Líbano) | Árbitro(s): Doumouh Al Bakkar (Líbano) |

| 28 de abril de 2023, 20:00 | Singapur                                                       | 7:0 | Turkmenistán | Estadio Jalan Besar, Kallang        |                                     |
|                            | - Ayu 10' - Ying 28', 60' - Nahwah 62', 83' - Chang 64', 90+3' |     |              | Árbitro(s): Jhesa Kaatz (Filipinas) | Árbitro(s): Jhesa Kaatz (Filipinas) |

| 30 de abril de 2023, 20:00 | Bangladés                                     | 3:0 | Singapur | Estadio Jalan Besar, Kallang            |                                         |
|                            | - Prity 21' (pen.), 55' (pen.) - S. Akter 63' |     |          | Árbitro(s): Park Se-jin (Corea del Sur) | Árbitro(s): Park Se-jin (Corea del Sur) |

### Grupo E
País anfitrión: Tayikistán
•	Las horas indicadas son UTC+5
| Equipo        | Pts       | PJ        | PG        | PE        | PP        | GF        | GC        | Dif       | Clasificados  |
| ------------- | --------- | --------- | --------- | --------- | --------- | --------- | --------- | --------- | ------------- |
| Corea del Sur | 6         | 2         | 2         | 0         | 0         | 28        | 0         | 28        | Segunda ronda |
| Hong Kong     | 3         | 2         | 1         | 0         | 1         | 3         | 12        | -9        |               |
| Tayikistán    | 0         | 2         | 0         | 0         | 2         | 0         | 19        | -19       |               |
| Irak          | Se retiró | Se retiró | Se retiró | Se retiró | Se retiró | Se retiró | Se retiró | Se retiró | Retirado      |

| 26 de abril de 2023, 18:00 | Tayikistán | 0:16 | Corea del Sur | Hisor Central Stadium, Hisor,              |                                            |
|                            |            |      | - Phair 8', 22' - Seo Min-jeong 11' - Won Ju-eun 15', 25', 42' (pen.), 43' - Kwon Da-eun 21' - Kim Ye-eun 48', 59', 84' - Beom Ye-ju 51' - Park Ga-yun 66' - Kim Hyo-won 82', 87' - Jang Ye-rin 90+3' (pen.) | Árbitro(s): Sunita Thongthawin (Tailandia) | Árbitro(s): Sunita Thongthawin (Tailandia) |

| 28 de abril de 2023, 18:00 | Hong Kong                         | 3:0 | Tayikistán | Hisor Central Stadium, Hisor, |                              |
|                            | - Wong Hiu Ting 18' - Ko 55', 89' |     |            | Árbitro(s): Tian Jin (China)  | Árbitro(s): Tian Jin (China) |

| 30 de abril de 2023, 18:00 | Corea del Sur | 12:0 | Hong Kong | Hisor Central Stadium, Hisor,            |                                          |
|                            | - Seo Min-jeong 3', 40' - Phair 8', 14', 64' - Lee Ha-eun 18' - Jang Ye-yun 47' - Kwon Da-eun 55', 66', 87' - Beom Ye-ju 58' - Ji Ae 83' |      |           | Árbitro(s): Yang Shu-ting (China Taipei) | Árbitro(s): Yang Shu-ting (China Taipei) |

### Grupo F
País anfitrión: Kirguistán
•	Las horas indicadas son UTC+6
| Equipo     | Pts | PJ | PG | PE | PP | GF | GC | Dif | Clasificados  |
| ---------- | --- | -- | -- | -- | -- | -- | -- | --- | ------------- |
| India      | 6   | 2  | 2  | 0  | 0  | 3  | 1  | 2   | Segunda ronda |
| Birmania   | 3   | 2  | 1  | 0  | 1  | 2  | 2  | 0   |               |
| Kirguistán | 0   | 2  | 0  | 0  | 2  | 0  | 2  | -2  |               |

| 24 de abril de 2023, 20:00 | Kirguistán | 0:1 | Birmania         | Estadio Spartak (Biskek), Biskek |                                |
|                            |            |     | - Yu Ya Naing 4' | Árbitro(s): Anjana Rai (Nepal)   | Árbitro(s): Anjana Rai (Nepal) |

| 26 de abril de 2023, 20:00 | India              | 1:0 | Kirguistán | Estadio Spartak (Biskek), Biskek        |                                         |
|                            | - Nongmeikapam 77' |     |            | Árbitro(s): Bui Thi Thu Trang (Vietnam) | Árbitro(s): Bui Thi Thu Trang (Vietnam) |

| 28 de abril de 2023, 20:00 | Birmania          | 1:2 | India                  | Estadio Spartak (Biskek), Biskek        |                                         |
|                            | - Ya Min Phyu 76' |     | - Raul 27' - Pooja 33' | Árbitro(s): Bùi Thị Thu Trang (Vietnam) | Árbitro(s): Bùi Thị Thu Trang (Vietnam) |

### Grupo G
País anfitrión: Guam
•	Las horas indicadas son UTC+10
| Equipo    | Pts | PJ | PG | PE | PP | GF | GC | Dif | Clasificados  |
| --------- | --- | -- | -- | -- | -- | -- | -- | --- | ------------- |
| Filipinas | 6   | 2  | 2  | 0  | 0  | 5  | 1  | 4   | Segunda ronda |
| Líbano    | 3   | 2  | 1  | 0  | 1  | 5  | 4  | 1   |               |
| Guam      | 0   | 2  | 0  | 0  | 2  | 3  | 8  | -5  |               |

| 22 de abril de 2023, 19:00 | Guam           | 1:3 | Filipinas                | GFA National Training Center, Dededo, |                                      |
|                            | - Kukahiko 71' |     | - Mathelus 29', 47', 76' | Árbitro(s): Haruna Kanematsu (Japón)  | Árbitro(s): Haruna Kanematsu (Japón) |

| 24 de abril de 2023, 19:00 | Líbano                                                          | 5:2 | Guam                           | GFA National Training Center, Dededo, |                                       |
|                            | - Iskandar 2' - Bitar 20' - Hariri 38' - Hamdar 56' - Karam 59' |     | - San Nicolas 6' - Wusstig 52' | Árbitro(s): Wang Chieh (China Taipei) | Árbitro(s): Wang Chieh (China Taipei) |

| 26 de abril de 2023, 19:00 | Filipinas                         | 2:0 | Líbano | GFA National Training Center, Dededo, |                                  |
|                            | - Alamo 68' - Mathelus 89' (pen.) |     |        | Árbitro(s): Lara Lee (Australia)      | Árbitro(s): Lara Lee (Australia) |

### Grupo H
País anfitrión: Jordania
•	Las horas indicadas son UTC+3
| Equipo   | Pts | PJ | PG | PE | PP | GF | GC | Dif | Clasificados  |
| -------- | --- | -- | -- | -- | -- | -- | -- | --- | ------------- |
| Irán     | 6   | 2  | 2  | 0  | 0  | 8  | 1  | 7   | Segunda ronda |
| Jordania | 3   | 2  | 1  | 0  | 1  | 4  | 2  | 2   |               |
| Nepal    | 0   | 2  | 0  | 0  | 2  | 2  | 11 | -9  |               |

| 26 de abril de 2023, 16:00 | Nepal | 0:1 | Irán            | Prince Mohammed Stadium, Zarqa,     |                                     |
|                            |       |     | - Kooh Gard 81' | Árbitro(s): Công Thị Dung (Vietnam) | Árbitro(s): Công Thị Dung (Vietnam) |

| 28 de abril de 2023, 16:00 | Jordania          | 1:4 | Nepal                                        | Prince Mohammed Stadium, Zarqa,                      |                                                      |
|                            | - Al Saheli 90+3' |     | - Oli 13' - Miya 32', 55' - Maske 44' (pen.) | Árbitro(s): Khuloud AlZaabi (Emiratos Árabes Unidos) | Árbitro(s): Khuloud AlZaabi (Emiratos Árabes Unidos) |

| 30 de abril de 2023, 16:00 | Irán | 7:1 | Jordania         | Prince Mohammed Stadium, Zarqa, |                                 |
|                            | - Ghajarian 14' (pen.) - Bahmani 24' - Awadallah 35' (o.g.) - Dini 40', 81' - Khoshgoo 76' - Kooh Gard 88' |     | - Batayneh 45+1' | Árbitro(s): Dong Fangyu (China) | Árbitro(s): Dong Fangyu (China) |

## Segunda Ronda

### Sorteo
El sorteo clasificatorio de la segunda ronda se realizó el 18 de mayo de 2023 en Kuala Lumpur, Malasia, que es la sede de la AFC. y se jugará entre el 19 y el 24 de septiembre de 2023.

## Fase de grupos
- Todos los partidos se llevaron a cabo en Tailandia.
- Los horarios indicados son UTC+7:00.

#### Grupo A
| Equipo        | Pts | PJ | PG | PE | PP | GF | GC | Dif |
| ------------- | --- | -- | -- | -- | -- | -- | -- | --- |
| Corea del Sur | 9   | 3  | 3  | 0  | 0  | 23 | 2  | +21 |
| Tailandia     | 6   | 3  | 2  | 0  | 1  | 12 | 7  | +5  |
| India         | 3   | 3  | 1  | 0  | 2  | 3  | 12 | −9  |
| Irán          | 0   | 3  | 0  | 0  | 3  | 0  | 17 | −17 |

| 19 de septiembre de 2023, 16:30 | Corea del Sur | 8:0     | India | Buriram City Stadium, Buriram,            |                                           |
|                                 | - Park Ju-ha 13' - Won Ju-eun 28' (pen.), 47', 65' - Han Guk-hee 76' - Toppo 83' (a.g.) - Seo Min-jeong 84', 89' | Reporte |       | Árbitra: Roziyabonu Yusupova (Uzbekistán) | Árbitra: Roziyabonu Yusupova (Uzbekistán) |

| 19 de septiembre de 2023, 20:30 | Tailandia                                                                                          | 6:0     | Irán | Buriram City Stadium, Buriram,        |                                       |
|                                 | - Rinyaphat 7' (pen.) - Phatcharaphorn 8', 22' - Pinyaphat 64' - Pattharatida 69' - Chirarak 90+2' | Reporte |      | Árbitra: Sabreen Al A'badi (Jordania) | Árbitra: Sabreen Al A'badi (Jordania) |

| 21 de septiembre de 2023, | Irán | 0:8     | Corea del Sur | Buriram City Stadium, Buriram,      |                                     |
|                           |      | Reporte | - Won Ju-eun 7' (pen.) - Kwon Da-eun 32' - Han Guk-hee 45', 76' - Mina Babouyeh 50' (a.g.) - Kim Ye-eun 70' - Park Ju-ha 74' - Seo Min-jeong 87' | Árbitra: Rebecca Durcau (Australia) | Árbitra: Rebecca Durcau (Australia) |

| 21 de septiembre de 2023, | India | 0:4     | Tailandia                                                        | Buriram City Stadium, Buriram, |  |
|                           |       | Reporte | - Rinyaphat 17' (pen.) - Julaiporn 19' - Madison 23' (pen.), 71' |                                |  |

| 23 de septiembre de 2023, | Irán | 0:3     | India                | Buriram City Stadium, Buriram, |  |
|                           |      | Reporte | - Raul 37', 44', 88' |                                |  |

| 23 de septiembre de 2023, | Corea del Sur | 7:2     | Tailandia                    | Buriram City Stadium, Buriram, |  |
|                           | - Park Ju-ha 6' - Beom Ye-ju 27', 50', 71' - Seo Min-jeong 56' (pen.) - Ryoo Ji-hae 60' (pen.) - Kwon Da-eun 75' | Reporte | - Chirarak 13' - Madison 77' |                                |  |

#### Grupo B
- Todos los partidos se llevaron a cabo en Vietnam.
- Los horarios indicados son UTC+7:00.

| Equipo    | Pts | PJ | PG | PE | PP | GF | GC | Dif |
| --------- | --- | -- | -- | -- | -- | -- | -- | --- |
| Australia | 9   | 3  | 3  | 0  | 0  | 12 | 3  | +9  |
| Filipinas | 6   | 3  | 2  | 0  | 1  | 6  | 7  | −1  |
| Vietnam   | 3   | 3  | 1  | 0  | 2  | 3  | 3  | 0   |
| Bangladés | 0   | 3  | 0  | 0  | 3  | 1  | 9  | −8  |

| 20 de septiembre de 2023, 16:00 | Australia                                                                               | 6:2     | Filipinas                  | Vietnam Youth Football Training Center, Hanoi, |                               |
|                                 | - Kuilamu 30' - Cuthbert 42' - McMahon 46' - Skelly 55' - Younis 75' - Duong 86' (pen.) | Reporte | - Mathelus 14' (pen.), 17' | Árbitra: Azusa Sugino (Japón)                  | Árbitra: Azusa Sugino (Japón) |

| 20 de septiembre de 2023, 19:00 | Bangladés | 0:2     | Vietnam                            | Vietnam Youth Football Training Center, Hanoi, |  |
|                                 |           | Reporte | - Thảo Nguyên 41' - Thanh Hiếu 64' |                                                |  |

| 22 de septiembre de 2023, 16:00 | Filipinas                                | 3:1     | Bangladés     | Vietnam Youth Football Training Center, Hanoi, |  |
|                                 | - Preston 3' - Mathelus 32' - Soon 90+5' | Reporte | - Sagorika 4' |                                                |  |

| 22 de septiembre de 2023, 19:00 | Vietnam                   | 1:2     | Australia       | Vietnam Youth Football Training Center, Hanoi, |  |
|                                 | - Ngân Thị Thanh Hiếu 28' | Reporte | - Dale 41', 45' |                                                |  |

| 24 de septiembre de 2023, 16:00 | Australia                | 4:0 | Bangladés | Vietnam Youth Football Training Center, Hanoi, |  |
|                                 | - Dale 2', 57', 61', 74' |     |           |                                                |  |

| 24 de septiembre de 2023, 19:00 | Vietnam | 0:1 | Filipinas     | Vietnam Youth Football Training Center, Hanoi, |  |
|                                 |         |     | - Preston 56' |                                                |  |